# Santa Cruz de Mompox
Mompox o Mompós, oficialment Santa Cruz de Mompox, és una ciutat i municipi del nord de Colòmbia, al departament de Bolívar, que ha conservat el seu caràcter colonial. Situat a una illa al riu Magdalena on s'uneix el riu Cauca,a 249 quilòmetres de Cartagena. Mompox depèn del turisme, la pesca i una mica de comerç generat pel bestiar que crien. Té prop de 30.000 habitants, i es troba al costat dels municipis de Pinillos i San Fernando.
El seu centre històric forma part del Patrimoni Mundial de la Humanitat inscrit el 1995.